# Castelluccio Valmaggiore
Castelluccio Valmaggiore è un comune italiano di 1 180 abitanti della provincia di Foggia in Puglia.

## Geografia fisica
L'abitato domina l'ampia valle concava in cui scorre il Celone, che nasce dalla fonte Aquilone (presso monte San Vito) a quota 1.000 m s.l.m.. Man mano che il ruscello discende a valle tra i monti della Daunia riceve le acque dei torrenti Foce, Feudo e Freddo e altri ruscelli quali affluenti, per portare infine dopo circa 70 km le sue acque nel Candelaro. Confina con i comuni di Biccari, Celle di San Vito, Orsara di Puglia e Troia.

## Origini del nome
Il toponimo deriva da Castrum Vallis Maioris, con cui veniva identificato il castello eretto dai Bizantini verso il 1000 in posizione tale da dominare la Valmaggiore, ossia l'alta valle del Celone.

## Storia
Fin dal 1440 Castelluccio venne annessa alla baronia della Val Maggiore, che comprendeva anche Celle di San Vito e Faeto.
La baronia appartenne, nel corso dei secoli, a diversi casati, fra i quali spiccano i Carafa e i Caracciolo, fino agli inizi dell'Ottocento quando, abolito il feudalesimo, il comune riacquistò l'autonomia.
Fino al 1890 il clero di Castelluccio Valmaggiore aveva il diritto di gestire la chiesetta di San Vito situata in territorio di Faeto lungo il tratturello Camporeale-Foggia, un itinerario della transumanza che ripercorre l'antica via Traiana e la medievale via Francigena.

## Monumenti e luoghi d'interesse
Anticamente, l'abitato aveva forma di triangolo isoscele ed era chiuso da una cinta muraria costituita da abitazioni fortificate. Alla base del triangolo si aprivano le due porte, dette del Pozzo (a occidente) e del Piscero (a oriente). Al vertice del triangolo, più vulnerabile, fu edificato il castello bizantino, del quale resta solo la torre. Questa è alta complessivamente 20 metri consta di un fondamento pieno a forma poligonale e un cilindro alto 16 metri e di 6,20 metri di diametro. L'intera costruzione è stata realizzata in pietra locale legata con litocolla, ossia malta fatta con solo idrato di calce, senza sabbia. Lo spessore dei muri circolari è di 2,50 metri. Dei tre piani originari della torre, ne sopravvivono solo due, altri rispettivamente 14 e 4 metri. Al primo piano si accedeva solo attraverso una finestra balcone aperta sulla cortina muraria e raggiungibile attraverso una scala esterna. Mediante una scalinata in pietra a chiocciola incassata nel muro ovest, si sale dal secondo piano al terrazzo, che domina la campagna circostante.
La chiesa di Castelluccio presenta un portale con segni araldici privi di data.

## Società

### Evoluzione demografica
Abitanti censiti

### Lingue e dialetti
Diversamente dal resto della Valmaggiore, Castelluccio non appartiene alla minoranza francoprovenzale in Puglia; nel suo territorio comunale, accanto alla lingua italiana, si parla invece il dialetto dauno-irpino, benché non manchi qualche termine vernacolare di evidente origine francoprovenzale.

## Cultura
In virtù della rilevanza storico-geografica Castelluccio Valmaggiore aderisce all'Associazione Europea delle Vie Francigene.

### Musei
Il Museo della Valle del Celone, sorto nel 2011, si articola in tre sezioni: archeologica, naturalistica e didattica.

### Cinema
Nel suo territorio comunale è ambientato il film di Marco Modugno Briganti, amore e libertà, girato nel 1993.

## Amministrazione
Di seguito è presentata una tabella relativa alle amministrazioni che si sono succedute in questo comune.
| Periodo        | Periodo        | Primo cittadino    | Partito                     | Carica      | Note   |
| -------------- | -------------- | ------------------ | --------------------------- | ----------- | ------ |
| 20 giugno 1985 | 10 giugno 1990 | Vittorio Pompa     | Partito Socialista Italiano | Sindaco     | [ 11 ] |
| 10 giugno 1990 | 24 aprile 1995 | Vittorio Pompa     | Partito Socialista Italiano | Sindaco     | [ 11 ] |
| 24 aprile 1995 | 14 giugno 1999 | Giuseppe Campanaro | Partito Popolare Italiano   | Sindaco     | [ 11 ] |
| 14 giugno 1999 | 14 giugno 2004 | Giuseppe Campanaro | centro-destra               | Sindaco     | [ 11 ] |
| 14 giugno 2004 | 8 giugno 2009  | Rocco Grilli       | lista civica                | Sindaco     | [ 11 ] |
| 8 giugno 2009  | 26 maggio 2014 | Rocco Grilli       | lista civica                | Sindaco     | [ 11 ] |
| 26 maggio 2014 | 27 maggio 2019 | Giuseppe Campanaro | lista civica Seme e terra   | Sindaco     | [ 11 ] |
| 27 maggio 2019 | 21 giugno 2022 | Rocco Grilli       | lista civica Seme e terra   | Sindaco     | [ 11 ] |
| 21 giugno 2022 | 14 maggio 2023 | Michele Giannetta  | lista civica Seme e terra   | Vicesindaco | [ 11 ] |
| 15 maggio 2023 | in carica      | Pasquale Marchese  | lista civica Seme e terra   | Sindaco     | [ 11 ] |